# Tachypodoiulus niger
Espèce
Tachypodoiulus niger est un mille-pattes vivant dans le sol, les anfractuosités et le bois mort ou en décomposition. Il appartient à la classe des diplopodes, à l'ordre des Julida, à la famille des Julidae.

## Description

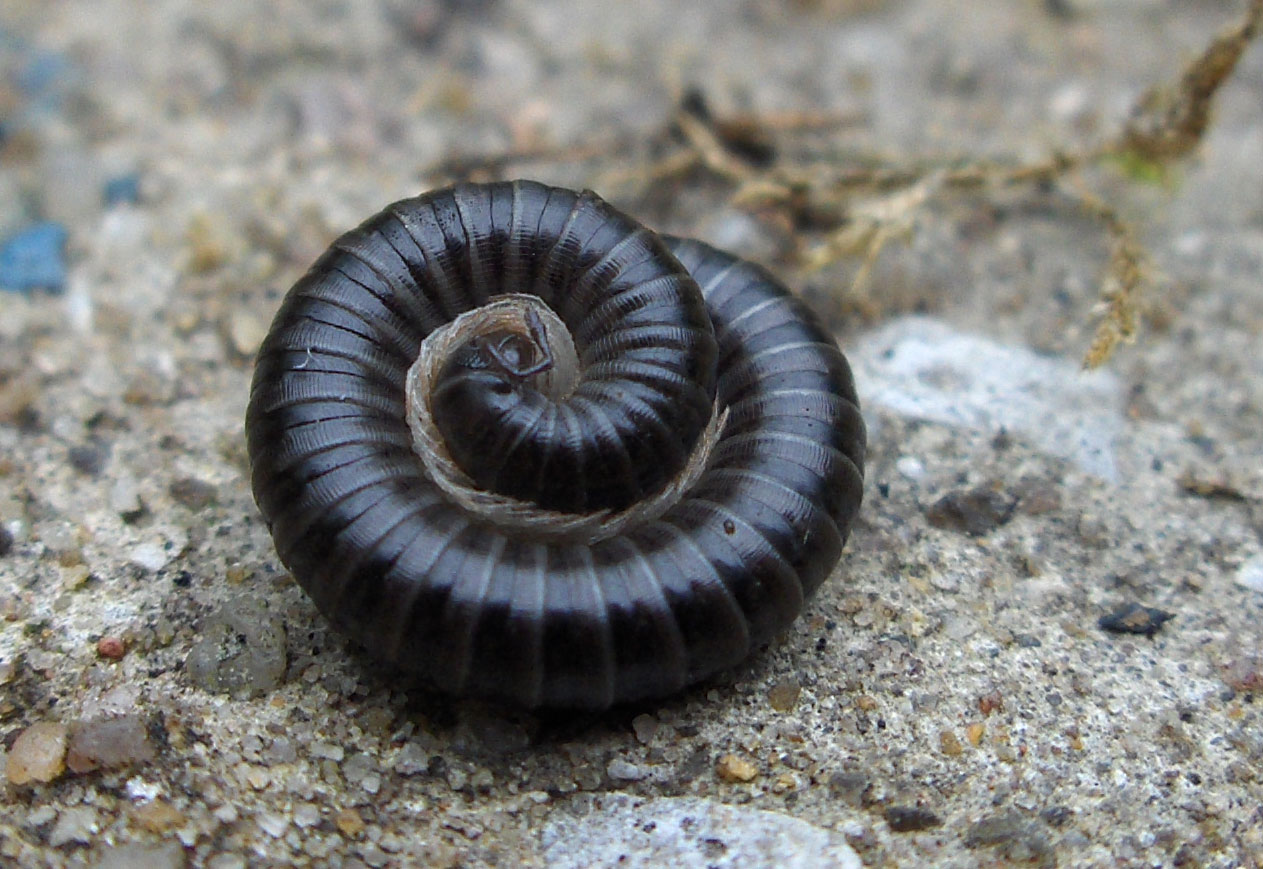
L'enroulement des diplopodes est probablement une de leurs stratégies de protection

Son corps noir est composé de nombreux segments couverts d'une cuticule dure, noire et brillante ; comme chez les autres diplopodes, les quatre premiers segments ne portent qu'une seule paire de pattes, les suivants fusionnés deux à deux montrent  deux paires de pattes chacun.
Il n'est pas venimeux comme le sont les chilopodes, mais pour se défendre il peut s'enrouler et sécréter des substances répulsives et toxiques pour les oiseaux ou certains autres prédateurs.
C'est un détritivore qui se nourrit de débris végétaux éventuellement en cours de décomposition par des bactéries ou des champignons.
Comme Ommatoiulus sabulosus, Tachypodoiulus niger fait de la périodomorphose, une stratégie de reproduction particulière.